# Mokre (województwo opolskie)
Mokre (cz. Mokré, niem. Mocker, dawniej Moker) – wieś w Polsce położona w województwie opolskim, w powiecie głubczyckim, w gminie Głubczyce.
W latach 1945–54 siedziba gminy Mokre. W latach 1975–1998 miejscowość administracyjnie należała do ówczesnego województwa opolskiego.
Wioska obejmuje Obszar Chronionego Krajobrazu Rejon Mokre - Lewice. We wsi ma swoją siedzibę leśnictwo Mokre, które należy do nadleśnictwa Prudnik (obręb Prudnik).

## Nazwa
Miejscowość została zanotowana w roku 1377 jako Mocre, a jej nazwa odnosi się do fizjograficznych właściwości terenu, na którym powstało - terenu podmokłego i wilgotnego. Heinrich Adamy swoim dziele o nazwach miejscowości na Śląsku wydanym w 1888 roku we Wrocławiu wymienia nazwę miasta zanotowaną jako Mokry podając jej znaczenie "Wasserort (Sumpf)" czyli "Mokre miejsce (bagno)"